# National Football Championship w Bangladeszu
National Football Championship była najwyższą piłkarską klasą rozgrywkową w Bangladeszu w latach 2000–2006. W 2007 powstała Bangladesh League, jako następca ligi National Football Championship. Najlepszy zespół tych rozgrywek zostawał mistrzem Bangladeszu. 

## Zwycięzcy National Football Championship
- 2000: Dhaka Abahani
- 2001/2002: Dhaka Mohammedan
- 2003: Muktijoddha Sangsad KS
- 2004: Brothers Union Dhaka
- 2005/2006: Dhaka Mohammedan